# Alpha privativum
Als Alpha privativum (lateinisch, „beraubendes Alpha“; griechisch α στερητικόν) bezeichnet man in der Wortbildungslehre der griechischen Sprache das Präfix ἀ- a-, welches die Abwesenheit, Umkehrung oder Wirkungslosigkeit des Bezeichneten ausdrückt oder das zugrundeliegende Wort verneint (dann als „Negationspräfix“ auch alpha negativum genannt). Beginnt das Wort mit einem Vokal, lautet das Präfix meist ἀν- an-. Im Deutschen erscheint das Alpha privativum in Lehnwörtern wie Apathie oder anomal sowie in Neubildungen wie asozial. Funktional und lautgeschichtlich ist es identisch mit lateinisch in- (z. B. inaktiv), deutsch un- (z. B. untätig) und Sanskrit अ- a- bzw. अन्- an-, die alle auf ein gleichbedeutendes indogermanisches Präfix *n̥- zurückgeführt werden. Im Deutschen übernehmen diese Funktion oft das Präfix „un-“ bzw. die Suffixe „-los“ oder „-leer“, auch die Wörter „nicht“ oder „ohne“.

## Beispiele
| griechisch               | griechisch                 | wörtlich          | Bedeutung        | deutsches Wort             |
| ------------------------ | -------------------------- | ----------------- | ---------------- | -------------------------- |
| ἀν-αλγεινός              | an-algeinós                | nicht schmerzhaft | schmerzlos       | Analgetikum                |
| ἀ-λεθής                  | a-lethés                   | nicht verborgen   | wahr             | Aletheia (Unverborgenheit) |
| ἀ-μορφή                  | a-morphe                   | ohne Gestalt      | ohne Atomordnung | amorph                     |
| ἀν-όρεξις                | an-orexis                  | ohne Verlangen    | Appetitlosigkeit | Anorexie                   |
| ἀ-πορία                  | a-poría                    | ohne Rat          | Ratlosigkeit     | Aporie                     |
| ἄ-σφαλτος                | a-sphaltos                 | nicht stürzend    | fest             | Asphalt                    |
| ἄ-συλος                  | a-sylos                    | nicht beraubt     | sicher           | Asyl                       |
| ἄ-θεος (dazu: ἀ-θεϊστής) | a-theos (dazu: a-theïstés) | ohne Gott         | gottlos          | atheistisch (Atheist)      |
| ἀ-τοπία                  | a-topía                    | ohne Ort          | Ortlosigkeit     | Atopie                     |